# Rick Ley
Pour les articles homonymes, voir Ley (homonymie).
Richard Norman Ley (né le 2 novembre 1948 à Orillia, dans la province de l'Ontario au Canada) est un joueur de hockey sur glace professionnel retraité de la Ligue nationale de hockey et de l'Association mondiale de hockey.

## Carrière
Ley fut repêché par les Maple Leafs de Toronto en 3e ronde du repêchage amateur de la LNH 1966, 16e au total. Il passa 4 saisons avec les Leafs avant de sauter dans l'AMH avec les Whalers de la Nouvelle-Angleterre en 1972. Il resta avec l'organisation des Whalers jusqu'à la dissolution de l'AMH en 1979. Il suivit les Whalers dans la LNH (devenant les Whalers de Hartford) et mit un terme à sa carrière en 1981. Il aura été capitaine des Whalers pendant 6 ans et il est l'un des 3 seuls Whalers à avoir eu leur numéro retiré, avec Gordie Howe et John McKenzie.
Il fut entraîneur-chef des Whalers pendant 2 saisons puis passa 7 saisons dans l'organisation des Canucks de Vancouver comme entraîneur et dépisteur avant d'être nommé entraîneur-adjoint par les Maple Leafs le 4 août 1998. Il fut relevé de ses fonctions chez les Leafs au terme de la 2005-2006 avec Pat Quinn.

## Statistiques
| Saison     | Équipe                            | Ligue      |     | Saison régulière | Saison régulière | Saison régulière | Saison régulière | Saison régulière |    | Séries éliminatoires | Séries éliminatoires | Séries éliminatoires | Séries éliminatoires | Séries éliminatoires |
| Saison     | Équipe                            | Ligue      | PJ  | B                | A                | Pts              | Pun              | PJ               | B  | A                    | Pts                  | Pun                  |                      |                      |
| 1964-1965  | Flyers de Niagara Falls           | AHO        | 50  | 0                | 11               | 11               | 0                |                  |    |                      |                      |                      |                      |                      |
| 1965-1966  | Flyers de Niagara Falls           | AHO        | 46  | 3                | 13               | 16               | 180              |                  |    |                      |                      |                      |                      |                      |
| 1966-1967  | Flyers de Niagara Falls           | AHO        | 48  | 10               | 27               | 37               | 128              |                  |    |                      |                      |                      |                      |                      |
| 1967-1968  | Flyers de Niagara Falls           | AHO        | 53  | 16               | 48               | 64               | 81               |                  |    |                      |                      |                      |                      |                      |
| 1968-1969  | Oilers de Tulsa                   | LCH        | 19  | 0                | 5                | 5                | 23               | --               | -- | --                   | --                   | --                   |                      |                      |
| 1968-1969  | Maple Leafs de Toronto            | LNH        | 38  | 1                | 11               | 12               | 39               | 3                | 0  | 0                    | 0                    | 9                    |                      |                      |
| 1969-1970  | Maple Leafs de Toronto            | LNH        | 48  | 2                | 13               | 15               | 102              | --               | -- | --                   | --                   | --                   |                      |                      |
| 1970-1971  | Maple Leafs de Toronto            | LNH        | 76  | 4                | 16               | 20               | 151              | 6                | 0  | 2                    | 2                    | 4                    |                      |                      |
| 1971-1972  | Maple Leafs de Toronto            | LNH        | 67  | 1                | 14               | 15               | 124              | 5                | 0  | 0                    | 0                    | 7                    |                      |                      |
| 1972-1973  | Whalers de la Nouvelle-Angleterre | AMH        | 76  | 3                | 27               | 30               | 108              | 15               | 3  | 7                    | 10                   | 24                   |                      |                      |
| 1973-1974  | Whalers de la Nouvelle-Angleterre | AMH        | 72  | 6                | 35               | 41               | 148              | 7                | 1  | 5                    | 6                    | 18                   |                      |                      |
| 1974-1975  | Whalers de la Nouvelle-Angleterre | AMH        | 62  | 6                | 36               | 42               | 50               | 6                | 1  | 1                    | 2                    | 32                   |                      |                      |
| 1975-1976  | Whalers de la Nouvelle-Angleterre | AMH        | 67  | 8                | 30               | 38               | 78               | 17               | 1  | 4                    | 5                    | 49                   |                      |                      |
| 1976-1977  | Whalers de la Nouvelle-Angleterre | AMH        | 55  | 2                | 21               | 23               | 102              | 5                | 0  | 4                    | 4                    | 4                    |                      |                      |
| 1977-1978  | Whalers de la Nouvelle-Angleterre | AMH        | 73  | 3                | 41               | 44               | 95               | 14               | 1  | 8                    | 9                    | 4                    |                      |                      |
| 1978-1979  | Whalers de la Nouvelle-Angleterre | AMH        | 73  | 7                | 20               | 27               | 135              | 9                | 0  | 4                    | 4                    | 11                   |                      |                      |
| 1979-1980  | Whalers de Hartford               | LNH        | 65  | 4                | 16               | 20               | 92               | --               | -- | --                   | --                   | --                   |                      |                      |
| 1980-1981  | Whalers de Hartford               | LNH        | 16  | 0                | 2                | 2                | 20               | --               | -- | --                   | --                   | --                   |                      |                      |
| Totaux LNH | Totaux LNH                        | Totaux LNH | 310 | 12               | 72               | 84               | 528              | 14               | 0  | 2                    | 2                    | 20                   |                      |                      |